# Team BikeExchange Jayco (vrouwenwielerploeg)/2022
Deze pagina geeft een overzicht van de vrouwenwielerploeg Team BikeExchange Jayco in 2022.

## Algemeen
- Algemeen manager: Brent Copeland
- Ploegleiders: Alejandro Gonzalez-Fablas, Martin Vestby
- Fietsmerk: Bianchi

## Renners

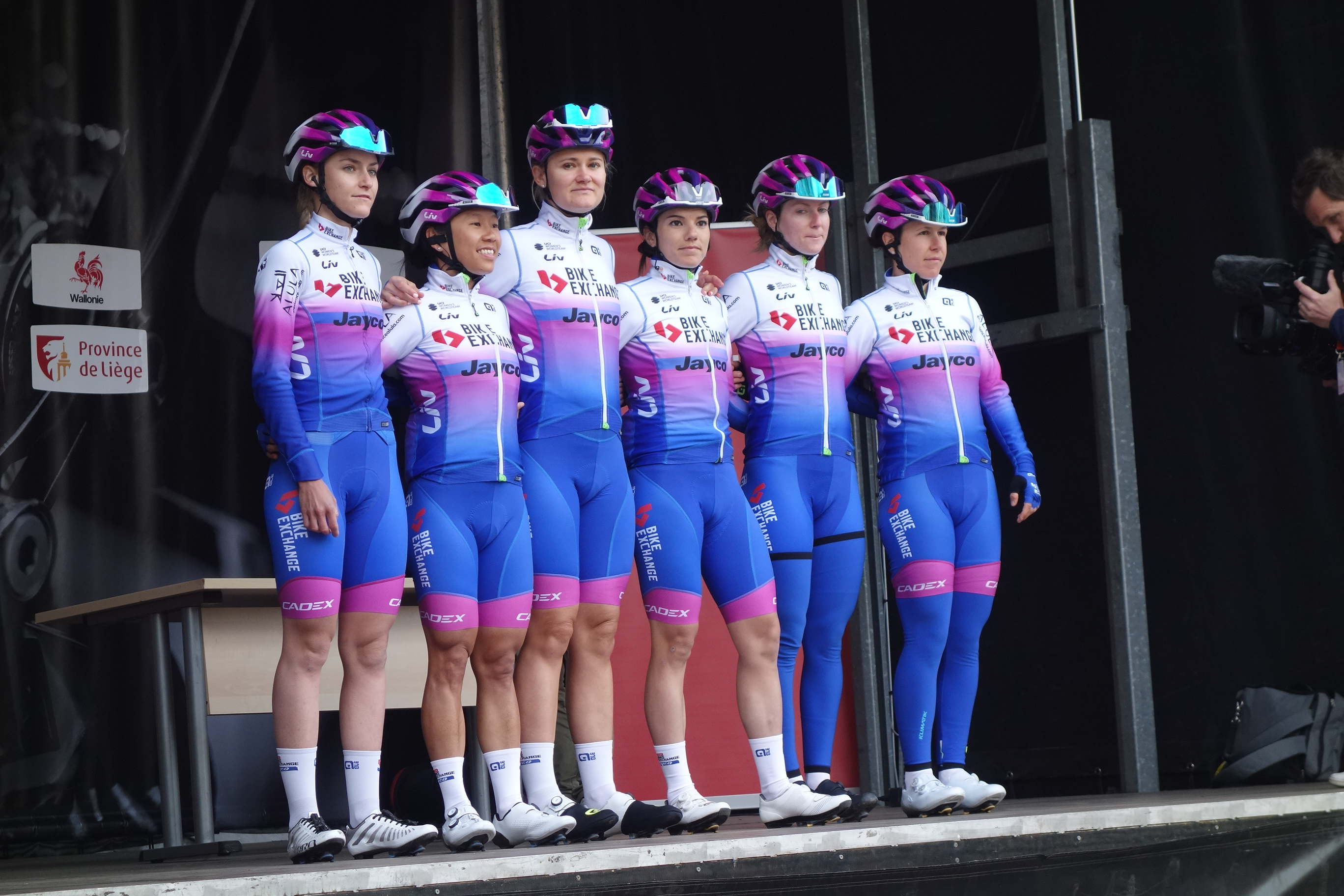
De ploeg in de Waalse Pijl 2022.

| Naam                | Geboortedatum | Nationaliteit      | Ploeg 2021       |
| ------------------- | ------------- | ------------------ | ---------------- |
| Jessica Allen       | 17-04-1993    | Australië          |                  |
| Georgia Baker       | 21-09-1994    | Australië          | -                |
| Teniel Campbell     | 23-11-1997    | Trinidad en Tobago |                  |
| Kristen Faulkner    | 18-12-1992    | Verenigde Staten   | Team TIBCO - SVB |
| Arianna Fidanza     | 06-01-1995    | Italië             |                  |
| Nina Kessler        | 04-07-1988    | Nederland          | Team TIBCO - SVB |
| Alexandra Manly     | 28-02-1996    | Australië          | -                |
| Ruby Roseman-Gannon | 08-11-1998    | Australië          | -                |
| Ane Santesteban     | 12-12-1990    | Spanje             |                  |
| Amanda Spratt       | 17-09-1987    | Australië          |                  |
| Chelsie Wei Shi Tan | 17-01-1990    | Singapore          | -                |
| Georgia Williams    | 25-08-1993    | Nieuw-Zeeland      |                  |
| Urška Žigart        | 04-12-1996    | Slovenië           |                  |

### Vertrokken
| Naam            | Geboortedatum | Nationaliteit       | Ploeg 2022                         |
| --------------- | ------------- | ------------------- | ---------------------------------- |
| Grace Brown     | 07-07-1992    | Australië           | FDJ Nouvelle-Aquitaine Futuroscope |
| Janneke Ensing  | 21-09-1986    | Nederland           | gestopt                            |
| Lucy Kennedy    | 11-07-1988    | Australië           | gestopt                            |
| Jessica Roberts | 11-04-1999    | Verenigd Koninkrijk | Team Coop - Hitec Products         |
| Sarah Roy       | 27-02-1986    | Australië           | Canyon SRAM Racing                 |
| Moniek Tenniglo | 02-05-1988    | Nederland           | ?                                  |

## Overwinningen
| Gemenebestspelen 2022 Wegwedstrijd: Georgia Baker Kampioenschappen Nieuw-Zeeland - tijdrit: Georgia Williams Slovenië - tijdrit: Urška Žigart Trinidad & Tobago - tijdrit: Teniel Campbell Trinidad & Tobago - wegwedstrijd: Teniel Campbell Ronde van Thüringen 1e etappe: Alexandra Manly 2e etappe: Georgia Baker 3e etappe: Alexandra Manly 4e etappe: Alexandra Manly 6e etappe: Alexandra Manly Eindklassement: Alexandra Manly Puntenklassement: Alexandra Manly | Ronde van Zwitserland 2e etappe (ITT): Kristen Faulkner Ronde van Italië voor vrouwen Proloog: Kristen Faulkner 8e etappe: Kristen Faulkner Bergklassement: Kristen Faulkner Ronde van Scandinavië 4e etappe: Alexandra Manly |  |

Mannen: 2012 · 2013 · 2014 · 2015 · 2016 · 2017 · 2018 · 2019 · 2020 · 2021 · 2022 · 2023 · 2024  · 2025
Vrouwen: 2012 · 2013 · 2014 · 2015 · 2016 · 2017 · 2018 · 2019 · 2020 · 2021 · 2022 · 2023 · 2024 · 2025
BikeExchange Jayco · Canyon-SRAM · DSM · EF Education-TIBCO-SVB · FDJ Nouvelle-Aquitaine Futuroscope · Human Powered Health · Jumbo-Visma · Liv Racing Xstra  · Movistar · Roland Cogeas Edelweiss Squad · SD Worx · Trek-Segafredo · UAE Team ADQ · Uno-X